# CG 4
CG 4, также иногда называемая рукой Бога — область звездообразования в созвездии Кормы на расстоянии около 1300 световых лет от Солнца. Это один из нескольких объектов, называемых кометными глобулами, поскольку по форме объект напоминает комету. Обладает плотной головной частью, образованной из газа и пыли, по размерам достигающей 1,5 световых лет в диаметре, и вытянутым слабым хвостом длиной около 8 световых лет.
CG 4 и ближайшие кометные глобулы обычно направлены в сторону от остатка сверхновой в Парусах, расположенного в центре туманности Гама.

## Открытие
В 1976 году фотографии, полученные с помощью Британского телескопа Шмидта в Австралии, показали наличие нескольких кометообразных объектов, расположенных в туманности Гама, эмиссионной туманности в том же созвездии. Вследствие геометрических параметров эти объекты известны как кометные глобулы. Каждая глобула обладает плотной тёмной головной частью и очень длинным хвостом, направленным от остатка сверхновой в Парусах. В рамках программы ESO Cosmic Gems Европейская южная обсерватория в январе 2015 года представила фотографию CG 4, на которой видна головная часть туманности.

## Строение
Головная часть CG 4 по виду напоминает комету с пылевыми полостями, такая структура видна на представленной ESO фотографии в 2015 году. Данная часть состоит из относительно плотного тёмного вещества и представляет собой непрозрачную структуру, подсвечиваемую светом ближайшей звезды Затемняющее свет от фоновых объектов красноватое сияние вокруг глобулы по всей вероятности создаётся излучением от ионизованного водорода. Если рассматривать снимок области глобулы, то может сложиться впечатление, будто "рот" глобулы собирается поглотить видимую с ребра спиральную галактику ESO 257-19. В действительности, галактика находится на расстоянии более 100 миллионов световых лет, то есть существенно дальше глобулы.